# Alexandre Cardet
Pour les articles homonymes, voir Cardet (homonymie).
Alexandre Cardet est un homme politique français né le 2 mars 1856 à Harfleur (Seine-Maritime) et décédé le 1er juillet 1941.

## Biographie
Ouvrier mégissier, il s'installe à Paris en 1875. Militant politique et syndical, il est conseiller aux prud'hommes de la Seine en 1890 et président de ce conseil en 1901. Il est député de la Seine de 1902 à 1906, inscrit au groupe socialiste.

## Sources
- « Alexandre Cardet », dans le Dictionnaire des parlementaires français (1889-1940), sous la direction de Jean Jolly, PUF, 1960 [détail de l’édition]